# Wapen van Haskerhorne

Wapen van Haskerhorne

Het wapen van Haskerhorne is het dorpswapen van het Nederlandse dorp Haskerhorne, in de Friese gemeente De Friese Meren. Het wapen werd in 2007 geregistreerd.

## Beschrijving
De blazoenering van het wapen in het Fries luidt als volgt:
trochsnien fan sulver en goud, mei oer de trochsnijingsline in reade fersmelle balke, boppe beselskippe fan in springende hazze en in swimmende ein, alles fan read en ûnder fan twa griene ikeblêden, pleatst as in omkearde keper. 
De Nederlandse vertaling luidt als volgt: 
doorsneden van zilver en goud, met over de doorsnijdingslijn een rode versmalde balk, boven vergezeld van een springende haas en een zwemmende eend, alles van rood en onder van twee groene eikenbladeren, geplaatst als een omgekeerde keper.
De heraldische kleuren zijn: zilver (zilver), goud (goud), keel (rood) en sinopel (groen).

## Symboliek
- Rode haas: sprekend deel van het wapen, verwijst naar de plaatsnaam Haskerhorne.[2]
- Rode eend: duidt op de eendenkooi onder het gehucht Wyldehoarne waar de woonwijk Wyldehoarne naar vernoemd is.[2]
- Rode balk: symbool voor de Jousterweg.[2]
- Eikenbladeren: verwijzing naar het bos in de omgeving van het dorp.[2]
- Zilveren veld: de kleur is gekozen om eenheid te creëren met het wapen van Oudehaske.[2]
- Gouden veld: staat voor de zandgrond waar het dorp op gelegen is.[2]

## Zie ook

Vlag van Haskerhorne